# Ainsi finit la nuit
Pour plus de détails, voir Fiche technique et Distribution.
Ainsi finit la nuit est un film français réalisé en 1948 par Emil-Edwin Reinert et sorti en salles en 1949.

## Synopsis
Catherine, femme de Georges Berry, rentre de voyage 24 heures plus tôt que prévu dans l'intention de rejoindre son mari le plus vite possible.

## Fiche technique
- Titre : Ainsi finit la nuit
- Réalisation : Emil-Edwin Reinert
- Scénario : René Jolivet, Jacques Natanson et Henri Schneider
- Musique : Joe Hajos
- Directeur de la photographie : Roger Dormoy
- Montage : Isabelle Elman
- Production : L. Metzger et Robert Woog
- Société de production : Films Metzger et Woog
- Ingénieur du son : Robert Teisseire
- Société(s) de distribution : Les Films Corona , International Film Associates
- Format : Son mono - Noir et blanc - 35 mm  - 1,37:1
- Durée : 90 minutes
- Genre : Film dramatique
- Date de sortie : 17 août 1949 en France

## Distribution
- Claude Dauphin : André Fuger, un pianiste virtuose qui a une brève liaison avec la femme de son ami Georges
- Anne Vernon : Catherine Béryl la femme d'un Procureur de la République qui vit avec lui une brève histoire d'amour
- Henri Guisol : le Procureur de la République Georhes Béryl, son mari
- André Versini : Guy Moret, un commis-voyageur
- Mona Dol : la mère de Catherine
- Katherine Kath : une voyageuse
- Gilberte Géniat : Jeannette
- Léon Pauléon : Un voyageur
- Marcel Rouzé